# Pietro Paolo Bombino
Pietro Paolo Bombino (Cosenza, 1575, Mantua, 1648) fue un jesuita, historiador y teólogo italiano.

## Vida
Pietro Paolo Bombino nació en Cosenza en el año 1575 y murió en Mantua en 1643. Perteneció sucesivamente a la Compañía de Jesús y a la Orden de los Padres Somascos, y además de varias Oraciones fúnebres, publicó una Vida de San Ignacio de Loyola (Nápoles 1613), y un Breviarium rerum hispanicarum (Venecia, 1634).

## Obras

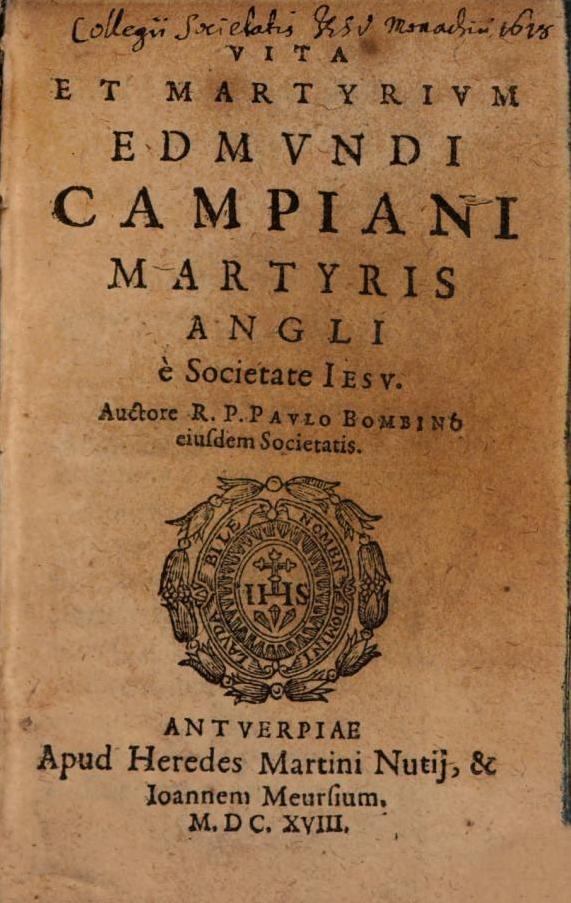
Vita et Martyrium Edmundi Campiani, Antverpiæ, apud Heredes Martini Nutii et Joannem Meursium, 1618

- In funere Margaritæ Austriæ Uxoris Philippi III. Hispaniarum Regis habita ad Sodales Virginis Assumptæ in ædibus Societatis Jesu, Romæ, apud Bartholom. Zannettum, 1611 e 1671.
- In die Parasceves, Oratio habita in Sacello Pontificio, Romæ, apud Mascardum, 1612; ibid., apud Franciscum Caballum, 1612. Riedita in  nella raccolta intitolata: Orationes quinquaginta de Christi Domini morte, Romæ, 1641; Neoburgi, Bogner, 1724.
- De adventu Spiritus Sancti, Oratio habita in Sacello Pontifcio, Romæ, apud Jacobum Mascardum, 1612.
- In die VII Pentecostes, Oratio, etc., Romæ, ap. Mascardum 1612;
- Vestigium Gymnasii Romani, quali ornatu exceperit venientem ad se Scipionem Cardinalem Burghesium, Romæ, ap. Mascardum, 1615.
- Vita di Sant'Ignazio Lojola, In Napoli, per Lazzaro Scoriggio, 1615; in Roma, pel Zannetti, 1622; in Napoli, appresso Secondino Roncagliolo, 1627.
- Vita et Martyrium Edmundi Campiani Angli Soc. Jesu, Antuerpiæ, apud heredes Martini Nutii, et Joh. Meursium, 1618; Mantuæ, apud Osannas, 1620; Parisiis, 1620; Neapoli, 1627.
- In funere Cosmi II. Etruriæ Ducis, Oratio, etc. Mantuæ, apud Franciscum Osannam, 1621.
- In funere Philippi III. Hispaniarum Regis, Oratio, etc., Mantuæ, apud Osannam, 1621.
- In funere Ferdinandi II. Cæsaris, Oratio habita in Templo Sanctæ Barbaræ, etc. Mantuæ, apud Aurelium Osannam, 1632.
- Breviarium rerum Hispanicarum, Enneas Prima, Venetiis, apud Pinellum, 1634.
- De Sfortiadum Originibus, seu Magnus Sfortia, Mediolani, apud Jo. Baptistam Malatestam.
- In Sigismundum II Poloniæ Regem Elogium, Mediolani, apud Jo. Baptistam Malatestam.